# Chucho Merchan
Chucho Merchan (Bogotá, Colômbia, 25 de dezembro de 1953) é um baixista e guitarrista de jazz e rock. Doutorou-se em Artes pela Universidade de Cambridge em 1980.
Já tocou com artistas como Eurythmics, The Pretenders, George Harrison, Pete Townshend, David Gilmour, Bryan Adams e Everything But the Girl, entre outros.